# Баба Сали
Исраэ́ль абу-Хаци́ра (также был известен как Ба́ба-Са́ли, что означает «молящийся отец», или «святой молящийся»; 26 сентября 1889, Риссани, Эррахидия — 8 января 1984, Нетивот, Южный округ, Израиль) — раввин города Тафилальт в Марокко, духовный лидер марокканских евреев, живущих в Марокко и Израиле, каббалист, широко известен также как чудотворец.

## Биография
Родился в Риссани в округе Тафилальт в Марокко у рава Масуда Абухацира в известной семье раввинов и каббалистов. С раннего детства проявил выдающиеся способности в учёбе и работе над собой. С 13 лет начал в течение целой недели воздерживаться от пищи днём и ел только вечером и по шабатам, также принял на себя обет не есть мяса. По семейной традиции духовная святость достигается также посредством ограничения взгляда на посторонних женщин, что Исраэль тоже принял на себя с детства.
В 16 лет женился на Фрэхе Амсалем, которая стала его верным помощником в его учёбе и общественной деятельности. В 30 лет был избран раввином всего округа Тфилалат и его слава начала распространяться по всему Марокко. В 1950 году снова приехал в Эрец-Исраэль и прожил в Иерусалиме почти три года. Затем он снова вернулся в Марокко, чтобы укрепить дух местного еврейства. Время от времени он посещал Францию, где помогал и оказывал духовную поддержку местным марокканским еврейским общинам. В 1963 году он переехал жить в Израиль окончательно. Несколько лет рабби Исраэль прожил в Явне, затем — в Ашкелоне, а в 1970 году перебрался в Нетивот. В Нетивоте Баба-Сали получил широкую огласку, как великий каббалист и чудотворец, к нему на приём зачастили многие израильтяне, в том числе уважаемые раввины и политики.

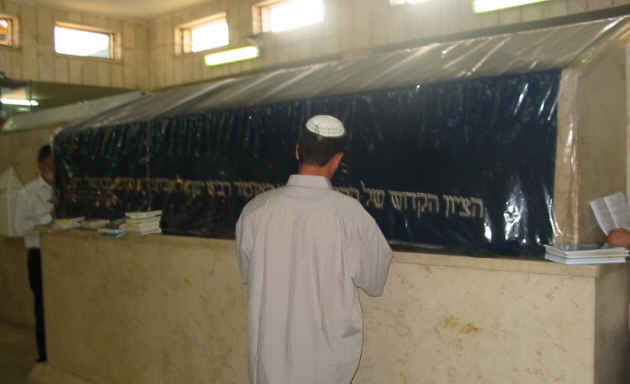
Могила Баба Сали

В 1984 году раввин скончался. От первого брака у него родился сын Меир (Баба Меир), сыновья которого Элъазар и Давид продолжают традиции своего деда. От второго брака родился сын Барух (Баба Барух), создавший учебную сеть имени своего отца в Нетивоте и пользующийся там большой популярностью.

## Баба Сали и традиции марокканских евреев
Среди евреев, выходцев из Марокко, и не только из Марокко, проживающих в Израиле, широко распространено почитание гробниц великих законоучителей — каббалистов. Выходцы из Марокко продолжают почитать представителей некоторых старинных семейств, пользовавшихся огромным авторитетом в Марокко, и в особенности это касается семейства Абу-Хацира. Яаков Абу-Хацира (1807—1880), представитель известной с XVI века семьи каббалистов, был основателем своеобразного религиозного движения марокканских евреев. Он скончался в Египте на пути в Палестину, куда совершал паломничество, и его могила стала местом почитания. Его внуком и был Баба Сали.
Баба Сали не только при жизни считался чудотворцем, но даже и его могила сразу стала местом паломничества десятков тысяч людей.